# Sự phản bội của phương Tây

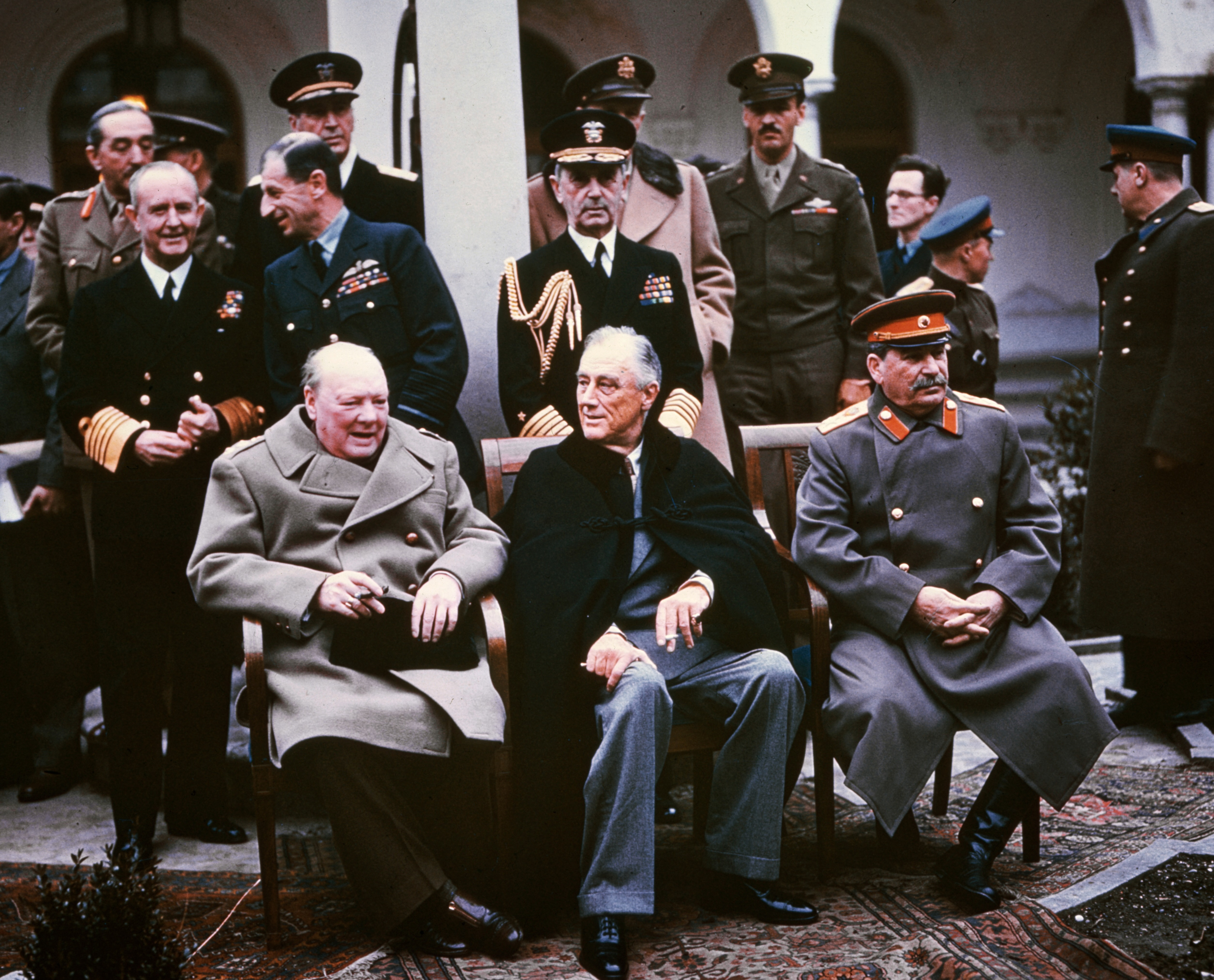
"3 lãnh tụ" tại hội nghị Yalta: Winston Churchill, Franklin D. Roosevelt, và Joseph Stalin

Sự phản bội của phương Tây ý muốn nói tới việc Vương quốc Anh và nước Pháp đã không làm tròn bổn phận về luật pháp, ngoại giao, quân sự và đạo đức đối với đất nước của người Séc và người Ba Lan ở Trung Âu trước và sau cuộc thế chiến thứ Hai.
Đặc biệt, nó nói tới việc đối xử với Tiệp Khắc trong Hiệp ước München đưa tới việc Đức chiếm đóng Tiệp Khắc, cũng như sự thất bại của đồng minh phương Tây để giúp đỡ Ba Lan chống lại cuộc xâm lăng của người Đức và Liên Xô vào năm 1939. Ngoài ra nó cũng nói tới sự nhượng bộ của Hoa Kỳ và Vương quốc Anh đối với Liên Xô trong hội nghị Tehran, hội nghị Yalta và hội nghị Potsdam, thái độ của họ trong cuộc khởi nghĩa Warszawa, và các biến cố khác, mà đã phân bố vùng này vào vùng ảnh hưởng của Liên Xô, tạo ra khối phía Đông.
Về lịch sử, những cái nhìn như vậy trộn lẫn với những biến cố địa chính trị đặc biệt nhất của thế kỷ 20, bao gồm sự vượt dậy và giao quyền lực cho đế chế thứ ba Đức (Đức Quốc xã), sự nổi dậy của Liên Xô (USSR) như là một siêu cường kiểm soát phần lớn của Âu Châu, và nhiều hiệp ước khác nhau, các liên minh, và các thế đứng trong và sau thế chiến thứ Hai, và trong thời chiến tranh lạnh.